# Mistrzostwa Oceanii w Zapasach 1990
Mistrzostwa Oceanii w zapasach w 1990 odbywały się w dniu 18 maja w Auckland (Nowa Zelandia). W tabeli medalowej tryumfowali zapaśnicy z Australii.

## Wyniki

### Styl wolny
| Konkurencja         | Złoto             | Srebro          | Brąz             |
| Kategoria do 48 kg  | Cory O’Brien      | Gareth Mitchell | –                |
| Kategoria do 52 kg  | Shane Stannett    | David Blythe    | ----             |
| Kategoria do 57 kg  | Leonhard Church   | Ross Tanner     | Marcus Coates    |
| Kategoria do 62 kg  | Omer Mijatovic    | Paul Kirkby     | Len Zaslavsky    |
| Kategoria do 68 kg  | Zsigmond Kelevitz | Musa Ilhan      | Trent Scott      |
| Kategoria do 74 kg  | Cris Brown        | Greg Steel      | Keith Kirkby     |
| Kategoria do 82 kg  | Philip Fox        | John Andrew     | Michael Conye    |
| Kategoria do 90 kg  | Neville Clark     | Alan Landy      | Nicholas Lane    |
| Kategoria do 100 kg | Michael Lee       | Kerry Meehan    | ----             |
| Kategoria do 130 kg | Gavin Avery       | Andrew Renney   | Viliame Takayawa |

## Tabela medalowa
Gospodarz mistrzostw został zaznaczony kolorem.
| Poz. | Państwo       |    |    |   | Łącznie |
| ---- | ------------- | -- | -- | - | ------- |
| 1    | Australia     | 6  | 6  | 1 | 13      |
| 2    | Nowa Zelandia | 4  | 4  | 5 | 13      |
| 3    | Fidżi         | 0  | 0  | 1 | 1       |
|      | Łącznie       | 10 | 10 | 7 | 27      |